# Lehner Mihály (plébános)
Lehner Mihály (1805. július 25. – Bikszád, 1863. június 13.) római katolikus plébános.

## Élete
Nagykárolyban tanult és 1822-ben I. éves bölcselethallgató volt; a nagyváradi egyházmegyébe lépve, 1829. szeptember 19-én szentelték fel miséspappá. 1836-tól Újkígyóson (Békés megye) volt plébános, később címzetes kanonok. Meghalt 1863. június 13-án a bikszádi fürdőben (Szatmár megye) 58 évében.

## Munkája
- Ode ill., ac rev. dno Floriano Kovách de Nagy-Darócz, miseratione Divina episcopo Szathmariensi, dum munus suum capesseret patrono gratiosissimo oblata. M.-Karolini, 1822.